# Solenopsis fairchildi
Solenopsis fairchildi är en myrart som beskrevs av Wheeler 1926. Solenopsis fairchildi ingår i släktet eldmyror, och familjen myror. Inga underarter finns listade i Catalogue of Life.